# Гужово (Нижньогородська область)
Гужово (рос. Гужово) — присілок в Большемурашкинському районі Нижньогородської області Російської Федерації.
Населення становить 29 осіб. Входить до складу муніципального утворення Григоровська сільрада.

## Історія
Від 2009 року входить до складу муніципального утворення Григоровська сільрада.

## Населення
| 1999 | 2002 | 2010 |
| ---- | ---- | ---- |
| 82   | ↘60  | ↘29  |